# Zárójelentés (film, 2020)
A Zárójelentés 2020-ban bemutatott magyar filmdráma, Szabó István nagyjátékfilmje. 
Díszbemutatójára a Magyar Mozgókép Szemle nyitófilmjeként 2020. február 25-én került sor, a filmszínházakban február 27-től vetítették.

## Cselekménye
Egy fővárosi kórház bezárásakor nyugdíjazzák a neves kardiológus professzort, Stephanus doktort. A munka nélkül maradt orvos nem kilincsel új állásért, őt pedig kiváló szaktudása ellenére senki sem hívja dolgozni. Az egyik napról a másikra dologtalanná váló orvos eleinte élvezi a kötetlenséget, lefoglalja magát szórakozással, ám csakhamar rájön, ez számára nem elég, valamit kezdenie kell magával.
Leutazva szülőfalujába megtudja, hogy több mint egy éve nincs háziorvosa a településnek, mert az előző orvos Svédországba, a sarkkörön túlra ment gyógyítani. Stephanus doktor – a helyiek nagy örömére – úgy dönt, elvállalja a praxist, már csak azért is, mert apja korábban hosszú évtizedeken át volt a falu megbecsült orvosa, akiről éppen akkor neveznek el egy falubeli utcát, amikor fia megkezdi a munkát. Az új szakmai feladat ismét értelmet ad a nemrég nyugdíjazott, ám elhivatott orvosnak, aki megpróbálja a legtöbbet kihozni a helyzetből. Csakhogy a községben uralkodó áldatlan állapotok és társadalmi viszonyok, a kisstílű, de rendkívül ártalmas politikai csatározások, amelyekbe ő maga is belekeveredik, hamar rádöbbentik: gyerekkora meghitt helyszíne mégsem teremthet olyan kereteket életének, amilyenre az új élet reményében vágyott. Saját kárán kénytelen megtanulni, hogy a múlt kísérteteivel csak akkor számolhat le, ha szembenéz a jelennel...

## Szereplők
- Klaus Maria Brandauer – Stephanus professzor (magyar hangja: Csankó Zoltán [1])
- Udvaros Dorottya – Stephanus professzor felesége
- Csomós Mari – Stephanus doktor anyja
- Martinovics Dorina – Stephanus doktor lánya
- Eperjes Károly – Kristóf atya
- Stohl András – Polgármester
- Bálint András – Főorvos
- Kerekes Éva – Enekerzsi
- Szirtes Ági – Asszisztens Marika
- Andorai Péter – Öregember az állomáson
- Csákányi Eszter – Füszeres Marika
- Virga Tímea – Polgármesteri Marika
- Orosz Ákos – Postás
- Kovács Lajos – Pék
- Börcsök Enikő – Pékné
- Barbinek Péter – Portás a kórházban
- Andor Tamás – Operarendező
- Elek Ferenc – Megyei küldött
- Pál Tamás – Karmester
- Ráday Mihály – Portás az Operában
- Éless Béla – Mentőtiszt

## A film
A mai magyar társadalomnak tükröt állító, az ország állapotáról egyszerre dühös és elszomorító látleletet adó Zárójelentés ideiglenes címe a forgatókönyvírás és -fejlesztés időszakában Körorvos volt.
A filmdráma a Film Street Kft. produkciójában készült el a Magyar Nemzeti Filmalap hathatós támogatásával. Alkotói a forgatókönyv fejlesztésére 1,5, majd 7,2 M Ft, a gyártáselőkészítésre 10 M Ft, gyártásra 523 401 575 Ft, míg a forgalmazók a marketingre 16,5 M Ft pályázati összeget nyertek el.
Országos díszbemutatójára a Magyar Mozgókép Szemle nyitófilmjeként 2020. február 25-én került sor, a filmszínházakban hivatalosan február 27-től vetítették. Az alkotás az országos premiert megelőzően, február 13-án és 14-én nagy sikerű közönségtalálkozóval egybekötött elővetítéseken volt látható Szegeden és Debrecenben, illetve február 20-án Sopronban, február 21-én pedig Pécsett.
A filmet Budapesten, Szegeden, Zebegényben és Nagybörzsönyben forgatták.

## Nézettség, bevétel
A nézettségi adatok szerint 33 202 jegyet adtak el rá, és ezzel az eredménnyel mintegy 117 714 215 Ft bevételt termelt a jegypénztáraknál.